# Tesovište
Tesovište (en serbe cyrillique : Тесовиште) est un village de Serbie situé sur le territoire de la Ville de Vranje, district de Pčinja. Au recensement de 2011, il comptait 36 habitants.

## Démographie
| 1948 | 1953 | 1961 | 1971 | 1981 | 1991 | 2002 | 2011 |
| ---- | ---- | ---- | ---- | ---- | ---- | ---- | ---- |
| 271  | 295  | 264  | 197  | 143  | 93   | 61   | 36   |

|  |